# Romarin Billong
Aimé-Romarin Billong (Moundou, 11 de junho de 1970) é um ex-futebolista camaronês que atuava como lateral-esquerdo

## Carreira
Formado nas categorias de base do Lyon, Billong foi promovido ao time principal em 1989 e fez sua estreia profissional em abril de 1990, contra o Monaco, atuando como meio-campista. Após revezar em funções ofensivas e defensivas, foi transformado em lateral (direito ou esquerdo) pelo treinador do OL, Raymond Domenech. Somando Campeonato Francês, Copa da França e Copa da UEFA, disputou 115 jogos pelo Lyon e fez 5 gols.
Entre 1995 e 1999, foi para o Saint-Étienne, atuando em 112 jogos no total e marcando 4 gols. Ele chegou a assinar com o West Ham United em outubro de 1999, porém não jogou nenhuma partida oficial com a camisa dos Hammers e voltou à França em 2000, desta vez para defender o Nancy, que disputava na época a Segunda Divisão nacional. Billong atuou em 54 jogos oficiais pelo ASNL e balançou as redes 4 vezes (3 pela Segunda Divisão e uma pela Copa da Liga Francesa).
Seu último clube foi o US Chantilly, que disputava o CFA-2 (atual Championnat National 3), a quinta divisão francesa.

## Carreira internacional
Com a Seleção Camaronesa, Billong (que é chadiano de nascimento e também possui cidadania francesa) jogou 13 vezes entre 1997 e 1998.
Embora tivesse jogado 2 partidas da Copa das Nações Africanas de 1998 (contra Burkina Faso e República Democrática do Congo), não foi convocado por Claude Le Roy para a Copa da França.

## Títulos
Saint-Étienne
- Division 2: 1998–99